# Rappoltengrün

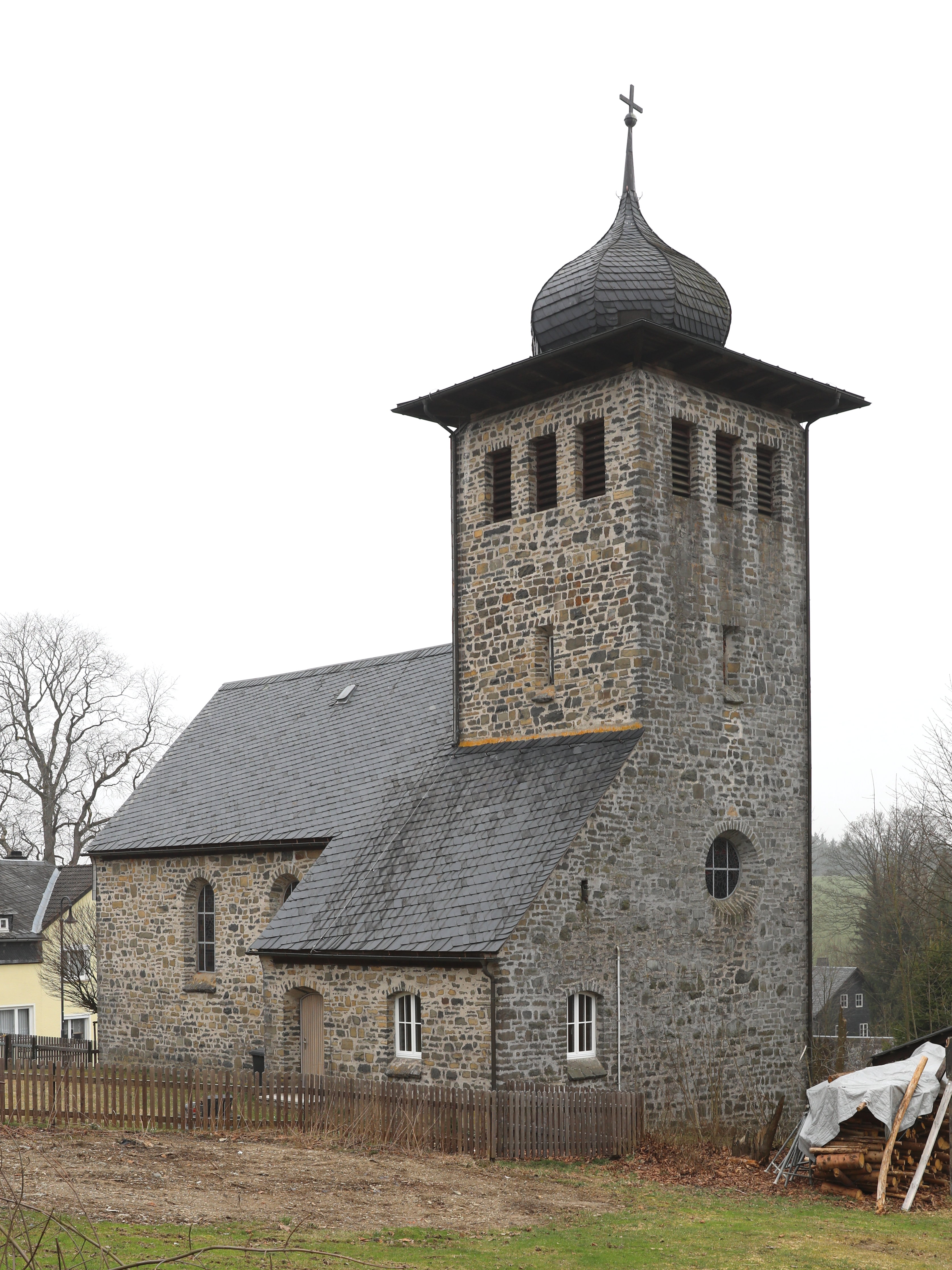
Katholische Filialkirche St. Michael

Rappoltengrün ist ein Gemeindeteil der Stadt Teuschnitz im oberfränkischen Landkreis Kronach in Bayern.

## Geographie
Das Kirchdorf ist eine ländlich strukturierte Ortschaft, die im Naturpark Frankenwald an einem Bergkamm in einer Senke oberhalb der Kremnitz im Westen und der Dober im Osten liegt. Durch das Dorf führt die Staatsstraße 2198 nach Tschirn (2,1 km östlich) bzw. nach Teuschnitz (2,9 km westlich). Ein Anliegerweg verbindet den Ort mit Wolfenhof (0,3 km westlich).

## Geschichte
Rappoltengrün ist eine Rodungsinsel. Im Jahr 1187 schenkte der Bamberger Bischof Otto II. die „Oedung Tuschice“ im Umkreis Teuschnitz dem Kloster Langheim.  Nachdem das Kloster in wirtschaftliche Schwierigkeiten geraten war, verkaufte es 1388 seine Besitzungen im Frankenwald mit Rappoltengrün an das Hochstift Bamberg.
Gegen Ende des 18. Jahrhunderts gab es in Rappoltengrün 11 Anwesen (6 Güter, 5 halbe Güter). Das Hochgericht übte das bambergische Centamt Teuschnitz aus. Die Dorf- und Gemeindeherrschaft sowie die Grundherrschaft hatte das Kastenamt Teuschnitz inne. Neben den Anwesen gab es noch 1 Halbgut, das zu der Zeit unbewohnt war.
Infolge der Säkularisation kam der Ort 1803 zu Bayern. Mit dem Gemeindeedikt wurde Rappoltengrün dem 1808 gebildeten Steuerdistrikt Tschirn zugewiesen. Mit dem Zweiten Gemeindeedikt (1818) entstand die Ruralgemeinde Rappoltengrün. Sie war in Verwaltung und Gerichtsbarkeit dem Landgericht Teuschnitz zugeordnet und in der Finanzverwaltung dem Rentamt Rothenkirchen (1919 in Finanzamt Rothenkirchen umbenannt). 1837 wurde Rappoltengrün dem Landgericht Nordhalben überwiesen. Von 1862 bis 1880 und von 1888 bis 1931 gehörte Rappoltengrün zum Bezirksamt Teuschnitz, von 1880 bis 1888 und ab 1931 zum Bezirksamt Kronach (ab 1939 Landkreis Kronach). Die Gerichtsbarkeit blieb beim Landgericht Nordhalben (1879 in Amtsgericht Nordhalben umbenannt), seit 1956 ist das Amtsgericht Kronach zuständig. Die Finanzverwaltung übernahm 1929 das Finanzamt Kronach. Die Gemeinde hatte eine Fläche von 4,308 km².
Im Ort gab es seit dem 19. Jahrhundert eine katholische Bekenntnisschule. Die Einöde Wolfenhof wurde in der ersten Hälfte des 19. Jahrhunderts auf dem Gemeindegebiet gegründet.
Am 13. April 1945 wurden durch amerikanischen Granatbeschuss drei Einwohner getötet und drei Gebäude beschädigt.
Am 1. Januar 1975 wurde Rappoltengrün im Zuge der Gebietsreform in Bayern nach Teuschnitz eingemeindet.

### Baudenkmäler
- Haus Nr. 8: Wohnstallhaus
- Haus Nr. 14: Katholische Filialkirche St. Michael und Statue des heiligen Johannes Nepomuk und Grabmal der Familie Förtsch. Die Kirche steht neben dem Friedhof an einem Hang oberhalb der Ortschaft. Es ist ein Saalbau aus Grauwacke mit einem verschieferten Satteldach. Der Chorturm mit Sakristeianbau hat eine flache Zwiebelhaube. Sie entstand ab 1948 nach Plänen des Architekten Georg Holzbauer aus München. Nach drei Jahren Bauzeit weihte der Bamberger Weihbischof Artur Michael Landgraf am 30. September 1951 das Gotteshaus. Über dem Altar befindet sich ein Kruzifixus aus dem 18. Jahrhundert. Die Kirche hat 80 Sitzplätze. Im Kirchturm hängen zwei Glocken. Im Jahr 2002 wurde eine gebrauchte Orgel mit 375 Pfeifen eingebaut.[11]
- Bildstock
- Floßbach

Die folgenden Häuser listete Tilmann Breuer in dem Buch Landkreis Kronach von 1964 mit ihren ursprünglichen Hausnummern außerdem als Kunstdenkmale auf. Sie werden in der Denkmalschutzliste nicht geführt, da sie entweder nicht aufgenommen, abgerissen oder stark verändert wurden.
- Haus Nr. 4: Eingeschossiger, zum Teil massiv erneuerter Wohnstallbau mit Satteldach, 18. Jahrhundert. Giebelseite verschiefert mit profiliertem Gesims unter dem Giebel, auf der Hofseite profilierte Balkenköpfe.[12]
- Haus Nr. 7: Eingeschossiger Wohnstallbau mit Satteldach, 18. Jahrhundert, verschieferter Blockbau, auf der Hofseite profilierte Balkenköpfe. Stallteil verändert.[12]
- Haus Nr. 9: Eingeschossiger, massiv erneuerter Wohnstallbau des 18. Jahrhunderts, Giebel verschiefert, auf der Hofseite profilierte Balkenköpfe.[12]

### Einwohnerentwicklung
| Jahr | Einwohner | Häuser | Quelle |
| ---- | --------- | ------ | ------ |
| 1818 | 47        | 11     | [ 7 ]  |
| 1840 | 92        |        | [ 14 ] |
| 1852 | 95        |        | [ 14 ] |
| 1855 | 119       |        | [ 14 ] |
| 1861 | 122       |        | [ 15 ] |
| 1867 | 115       |        | [ 16 ] |
| 1871 | 114       | 20     | [ 8 ]  |
| 1875 | 115       |        | [ 17 ] |
| 1880 | 105       |        | [ 18 ] |
| 1885 | 95        | 16     | [ 19 ] |
| 1890 | 105       | 17     | [ 20 ] |
| 1895 | 102       |        | [ 14 ] |
| 1900 | 116       | 21     | [ 21 ] |

| Jahr | Einwohner | Häuser | Quelle |
| ---- | --------- | ------ | ------ |
| 1905 | 128       |        | [ 14 ] |
| 1910 | 125       |        | [ 22 ] |
| 1919 | 116       |        | [ 14 ] |
| 1925 | 114       | 21     | [ 23 ] |
| 1933 | 114       |        | [ 24 ] |
| 1939 | 101       |        | [ 24 ] |
| 1946 | 113       |        | [ 24 ] |
| 1950 | 107       | 21     | [ 25 ] |
| 1952 | 107       |        | [ 24 ] |
| 1961 | 87        | 21     | [ 1 ]  |
| 1970 | 72        |        | [ 26 ] |
| 1987 | 53        | 18     | [ 27 ] |
| 2010 | 46        |        | [ 2 ]  |

## Religion
Der Ort ist römisch-katholisch geprägt und nach Mariä Himmelfahrt (Teuschnitz) gepfarrt. 1951 wurde St. Michael geweiht, die eine Filiale von Teuschnitz ist. Die zuständige evangelische Pfarrei ist die Martin-Luther-Kirche in Pressig.